# Эррера-и-Рейссиг, Хулио
Хулио Эррера-и-Рейссиг (исп. Julio Herrera y Reissig; 1 августа 1875, Монтевидео — 18 марта 1910, там же) — уругвайский поэт, драматург, прозаик, эссеист, основоположник модернизма в национальной поэзии Уругвая.

## Биография
Представитель знатного и богатого патрицианского рода. Сын доктора, имевшего большие связи в социальной и культурной среде. Племянник Хулио Эррера-и-Обеса — президента Уругвая в 1894—1897 годах.
С детства отличался слабым здоровьем. В пятилетнем возрасте перенёс первый сердечный приступ. В 1892 году ему поставили диагноз — врождённый порок сердца, которым он будет страдать всю свою жизнь, кроме того усугублённый перенесенным брюшным тифом, из-за чего Эррера-и-Рейссиг не мог учиться, путешествовать или уезжать далеко, кроме посещения Буэнос-Айреса.
В 1895—1897 годах работал помощником секретаря Департамента образования.

## Творчество
Один из самых оригинальных поэтов, пишущих на испанском языке в начале XX-го века. Его поэзия для того времени, чрезвычайно противоречивая своими инновациями по форме и языку сильно повлияла на развитие современной испано-американской поэзии.
Дебютировал в 1898 году, опубликовав своё первое стихотворение в газете La Libertad, критика положительно отозвалась о творчестве молодого поэта. После этого он регулярно печатался в различных периодических изданиях. Первые романтические оды («Ода Испаний», «Песнь Ламартину») увидели свет в 1897—1898 годах; в 1899—1900 годах издавал журнал «Ла Ревиста», где был опубликован цикл его лирики, воплотившей специфику испаноамериканского модернизма.
Эррера-и-Рейссиг — поэт ярко выраженной европейской ориентации; в его творчестве можно выделить несколько стилистических тенденций: стихи символистской направленности (циклы «Пасха времени», 1900; «Водяные часы», 1909; поэма «Абсурдная скорбь», 1903), и пасторальную или любовную лирику (сборники «Горный экстаз», 1904—1907; «Заброшенные парки», 1900—1905; «Баскские сонеты», 1906).
В 1900 года вокруг него возникло литературное сообщество молодых поэтов Монтевидео. В том же году пережил новый сердечный приступ, после которого ему было назначено лечение морфием.
В 1902 г. создал литературный кружок поэтов-модернистов — «Башня панорам». Эррера-и-Рейссиг стал новатором, обновившим традиции уругвайской лирики, преодолевая свойственную ей ранее романтическую риторику, сентиментализм. Приверженец литературного кастильского языка. Идея экуменизма, свободы человеческого духа, — столь характерная для испаноамериканского модернизма вообще, — в творчестве уругвайского поэта получила яркое выражение. Вышли книги «Ночные рассветы» (1902), «Фиалковые стихи» (1906), «Сумеречные рояли» (1910). В 1907 году основал журнал The New Atlantis.
Со временем Эррера-и-Рейссиг постепенно перешёл от романтизма к авангардистскому модернизму и сюрреализму и только после смерти получил широкое признание, как один из ведущих деятелей в развитии латиноамериканской поэзии XX-го века.

## Избранные произведения
- Canto a Lamartine (1898)
- Epílogo wagneriano a «La política de fusión» con surtidos de psicología sobre el Imperio de Zapicán (1902)
- Las pascuas del tiempo (1902)
- Los maitines de la noche (1902)
- La vida (1903)
- Los parques abandonados (1902—1908)
- Los éxtasis de la montaña (1904—1907)
- Sonetos vascos (1908)
- Las clepsidras (1909)
- La torre de las esfinges (1909)
- Los peregrinos de piedra (1909)
- La torre de marfil Poesías completas (1913, посмертно)
- Páginas en prosa (1961, посмертно)